# Paulo Ribenboim

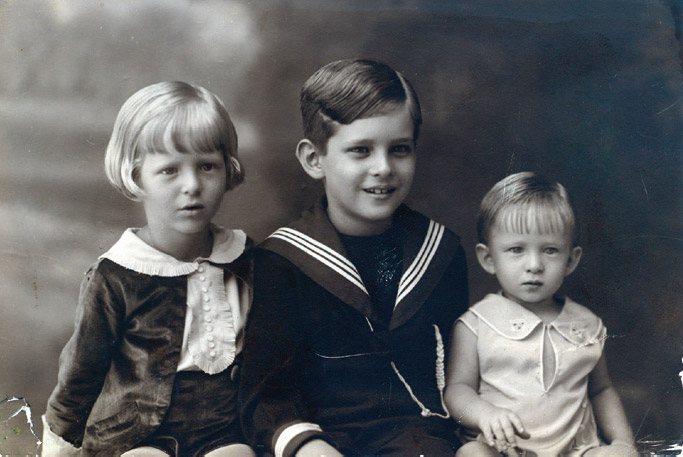
Ribenboim (links) mit seinen Brüdern

Paulo Ribenboim (* 13. März 1928 in Recife) ist ein brasilianischer Mathematiker, der auf dem Gebiet der Zahlentheorie und Algebra tätig ist.

## Leben und Wirken
Ribenboim wuchs in Recife und ab 1936 in Rio de Janeiro auf, wo er englischsprachige Schulen besuchte und ab 1946 an der Päpstlichen katholischen Universität ein Ingenieursstudium begann und 1948 seinen Bachelor-Abschluss machte. Im selben Jahr erschien seine erste mathematische Arbeit (über Verbandstheorie). Danach war er Vorlesungsassistent und ab 1949 Assistenzprofessor am „Centro Brasileiro de Pesquisas Fisicas“ in Rio.
1950 ging er mit einem Stipendium zum Studium bei Jean Dieudonné nach Nancy, damals ein Zentrum mathematischer Aktivität der Bourbaki-Gruppe französischer Mathematiker, wo er auch Laurent Schwartz und Alexander Grothendieck traf. 1952 war er wieder in Rio, wo er Dozent an der Universität wurde. 1953 bis 1956 war er bei Wolfgang Krull in Bonn, wo er sich mit Idealtheorie und Bewertungstheorie beschäftigte und ein Gegenbeispiel zu einer Vermutung von Krull in der Bewertungstheorie fand. 1956 ging er ans neu geschaffene Institut für Reine und Angewandte Mathematik in Rio (IMPA). 1957 wurde er an der Universität von São Paulo promoviert. Bereits vor seiner Promotion wurde er 1956 zum Mitglied der Brasilianischen Akademie der Wissenschaften gewählt.
1958 wurde er Forschungsdirektor an seinem Institut und Leiter der Mathematik-Abteilung des brasilianischen Forschungsrats. 1959 war er als Fulbright Fellow Visiting Associate Professor an der University of Illinois at Urbana-Champaign. 1962 wurde er Associate Professor an der Queen’s University in Kingston in Ontario in Kanada, da sein Visum für die USA nicht verlängert wurde. 1965 erhielt er dort eine volle Professur, die er bis zu seiner Emeritierung innehatte.
Er verfasste 13 Bücher und 120 Fachartikel. Ihm zu Ehren hat die Canadian Number Theory Association den nach seinem Namen benannten Ribenboim Prize ins Leben gerufen. Besonders bekannt sind seine Bücher über den großen Satz von Fermat und über Primzahlen.
Ribenboim ist auch Herausgeber der Gesammelten Werke einer Reihe von Mathematikern, z. B. von Leo Moser und Pierre Samuel.
1969 wurde er Fellow der Royal Society of Canada. 1995 erhielt er den George Pólya Award der MAA. Er ist Ehrendoktor der Universität Caen.
Ribenboim ist seit 1951 mit einer Französin verheiratet und hat zwei Söhne.

## Schriften (Auswahl)
- Die Welt der Primzahlen: Geheimnisse und Rekorde. 2. Auflage. Springer-Verlag, 2011, ISBN 978-3-642-18079-8.
- The Little Book of Bigger Primes. Springer-Verlag, 2. Auflage 2004, ISBN 978-0-387-20169-6.
- The Little Book of Big Primes. Springer-Verlag, 1991, ISBN 978-0-387-97508-5.
- Classical Theory of Algebraic Numbers. Springer-Verlag, 2001, ISBN 978-0-387-95070-9.
- My Numbers, My Friends: Popular Lectures on Number Theory. Springer-Verlag, 2000, ISBN 978-0-387-98911-2.
- The Theory of Classical Valuations. Springer-Verlag, 1999, ISBN 978-0-387-98525-1.
- Collected Papers. 7 Bände, Queens Papers in Pure and Applied Mathematics, Kingston, Ontario, 1997, ISBN 978-0-88911-735-8.
- The Book of Prime Number Records. Springer-Verlag, 1989, ISBN 978-0-387-97042-4.
- The New Book of Prime Number Records. Springer-Verlag, 1996, ISBN 978-0-387-94457-9.
- Fermat's Last Theorem for Amateurs. Springer-Verlag 2000, ISBN 978-0-387-98508-4.
- Thirteen Lectures on Fermat's Last Theorem. Springer-Verlag, 1979, 1996, ISBN 978-0-387-90432-0.
- Catalan's Conjecture: Are Eight and Nine the Only Consecutive Powers? Academic Press 1994, ISBN 978-0-12-587170-9.
- Algebraic Numbers. Wiley, Interscience 1972, ISBN 978-0-471-71804-8.
- L'arithmétique des corps. 1972, ISBN 978-2-7056-5665-2.
- Rings and Modules. Interscience 1969, ISBN 978-0-470-71805-6.
- La conjecture d'Artin sur les équations diophantiennes. Kingston 1968.
- Linear Representations of finite groups. In: Graduate Texts in Mathematics. Band 42, Springer-Verlag 1966, 1996, ISBN 978-0-387-90190-9.
- The Riemann-Roch Theorem for Algebraic Curves. Kingston, Ontario, Queens Papers in Pure and Applied Mathematics, 1965.
- Functions, Limits, and Continuity. Wiley 1964.
- Théorie des valuations. 1965.
- Théorie des groupes ordonnées. 1963.